# 乌鲁克恰提乡
乌鲁克恰提乡，是中华人民共和国新疆维吾尔自治区克孜勒苏柯尔克孜自治州乌恰县下辖的一个乡镇级行政单位。

## 行政区划
乌鲁克恰提乡下辖以下地区：
库尔干村、琼铁热克村、克孜勒库鲁村和萨热克巴依村。